# 스무공일
스무공일은 대한민국의 음악 그룹이다. 2024년 우연일까? OST '맴돌아'로 데뷔했다.

## 방송
- TV조선 대학가요제 (2024)

## 음반
- 우연일까? OST Part.8 (2024)